# Třída Sans Souci
Třída Sans Souci byla třída nosičů hydroplánů francouzského námořnictva z období druhé světové války. Celkem byly rozestavěny čtyři jednotky této třídy, žádná však nebyla dokončena v plánované podobě. Po pádu Francie v červnu 1940 byly všechny dokončeny jako eskortní plavidla německé Kriegsmarine. Ve službě byly od roku 1942. Dvě se po válce vrátily do francouzského námořnictva a dosloužily na konci šedesátých let dvacátého století.

## Stavba
Čtyři jednotky této třídy postavila francouzská loděnice Ateliers et Chantiers de Penhoët v Saint-Nazaire. V letech 1938–1940 byly rozestavěny jako malé nosiče hydroplánů, ale po pádu Francie rozestavěná plavidla ukořistili Němci. Původně je plánovali přestavět pro navádění stíhačů (nesoucí jména planet), ale nakonec byly dokončeny jako rychlá eskortní plavidla SG1–SG4 (Schnelle Geleitboote). Do služby byly přijaty v letech 1942–1943.
Jednotky třídy Sans Souci:
| Jméno         | Založení kýlu | Spuštěna           | Vstup do služby | Osud |
| ------------- | ------------- | ------------------ | --------------- | --- |
| Sans Souci    | 1938          | 28. listopadu 1940 | listopad 1942   | Dokončen jako německá eskortní loď SG3 (ex Jupiter, ex Uranus). Dne 6. srpna 1943 v ústí Gironde potopena britským letectvem. |
| Sans Pareil   | 1939          | 28. listopadu 1940 | září 1943       | Dokončen jako německá eskortní loď SG4 (ex Saturn, ex Merkur). V květnu 1945 vrácena Francii, přijata do služby jako výzkumná loď a avízo La Pérouse (A32). Později jako fregata s trupovým číslem (F750). Vyřazena 1969.                                                                |
| Sans Peur     | 1940          | 2. října 1940      | srpen 1942      | Dokončen jako německá eskortní loď SG1 (ex Merkur, ex Jupiter). Roku 1943 poškozena minou a do konce války neopravena. V květnu 1945 vrácena Francii, přijata do služby jako výzkumná loď a avízo Beautemps Beaupré (A33). Později jako fregata s trupovým číslem (F751). Vyřazena 1969. |
| Sans Reproche | 1938          | 30. října 1940     | září 1942       | Dokončen jako německá eskortní loď SG2 (ex Uranus, ex Saturn). Dne 8. května 1943 těžce poškozena minami, neopravena a 23. září 1943 v Nantes potopena britským letectvem. |

## Konstrukce
Plánovanou obrannou výzbroj představoval jeden 75mm kanón. Pohonný systém tvořily dva diesely Sulzer o výkonu 4200 hp, pohánějící dva lodní šrouby. Nejvyšší rychlost měla dosahovat 18 uzlů. Dosah byl 12 000 námořních mil při rychlosti 10 uzlů.

### Modifikace
Všechny čtyři jednotky byly před dokončením přestavěny na eskortní lodě. Měly mírně prodloužený trup a větší výtlak, takže rychlost poklesla na 16,7 uzlu. Dosah zůstal stejný. Výzbroj každého plavidla se trochu lišila. Eskortní loď SG4 (ex La Pérouse) na konci války nesla dva 105mm kanóny, čtyři 37mm kanóny a dvanáct 20mm kanónů. Sesterská loď SG1 (ex Beautemps Beaupré) pak ještě o jeden 105mm kanón více.
K roku 1954 nesly fregaty La Pérouse (F750) a Beautemps Beaupré (F751) výzbroj ve složení jeden 105mm kanón, dva 40mm kanóny (čtyři na Beautemps Beaupré), čtyři 20mm kanóny a jeden salvový vrhač hlubinných pum Hedgehog.